# Sân vận động Carlo Castellani
Sân vận động thành phố Carlo Castellani là một sân vận động đa năng ở Empoli, Ý. Được xây dựng vào năm 1923, nó hiện được sử dụng chủ yếu cho các trận đấu bóng đá và là sân nhà của Empoli FC. Sân vận động có sức chứa 16.284 chỗ ngồi.

## Tổng quan
Khánh thành vào ngày 12 tháng 9 năm 1965, sân được đặt tên Carlo Castellani, cựu cầu thủ bóng đá sinh ra ở Montelupo Fiorentino gần đó, đã chết trẻ sau khi bị trục xuất đến trại tập trung Mauthausen.
Sân được hình thành bởi hai tribune (khán đài) và hai curve (đường cong) với tổng sức chứa 16.284 khán giả. Đường cong phía nam gần đây đã được cải tạo lại, với các cấu trúc cũ được thay thế. Chính quyền thành phố Empoli và Ngân hàng Ý Banca di Cambiano tài trợ cho việc cải tạo. Sân vận động còn được trang bị đường chạy điền kinh nhảy xa và chạy.